# Embalse del Jándula
El embalse del Jándula es un pantano situado en el Parque natural de la Sierra de Andújar, en el término municipal de Andújar,   provincia de Jaén.
La presa, conocida como Salto del Jándula, fue construida entre 1927 y 1930 por el arquitecto Casto Fernández Shaw, y está catalogada como Bien de Catalogación General.
La capacidad del embalse es de 322 hm³. Su principal afluente es el río Jándula. Algunos de los arroyos de entidad que vierten sus aguas sobre el pantano son el de Valtravieso, el de la Parra, el del Barranco de los Berdinales, el de Covatillas y el de Astillejos.
Sus usos son de producción de electricidad y de recreación (pesca, baño, navegación, pícnic), así como el mantenimiento de un caudal ecológico.

## Entorno natural
El entorno del embalse está catalogado como Lugar de Interés Comunitario. De gran valor ecológico, alterna vegetación de ribera con paisaje adehesado, lo que lo hace de él un hábitat óptimo para especies como el lince ibérico, el ciervo, el águila imperial ibérica o el águila real.
En el embalse habitan especies como el black bass, la carpa y el barbo. Y junto a ellas, un pez que sólo se encuentra en estas aguas y afluentes del Jándula, denominado bogardilla.